# Anthrax nubeculosus
Anthrax nubeculosus är en tvåvingeart som beskrevs av Hesse 1956. Anthrax nubeculosus ingår i släktet Anthrax och familjen svävflugor. Inga underarter finns listade i Catalogue of Life.